# Доната Катай
Доната Катай (7 травня 2004) — зімбабвійська плавчиня.
Учасниця Олімпійських Ігор 2020 року, де в попередніх запливах на дистанції 100 метрів на спині посіла 34-те місце і не потрапила до півфіналів.